# Bülent Yıldırım
Bülent Yıldırım (Kayseri, 1 maart 1972) is een Turks voetbalscheidsrechter. Hij is in dienst van FIFA en UEFA sinds 2010. Ook leidt hij wedstrijden in de Süper Lig.
Op 30 augustus 2003 leidde Yıldırım zijn eerste wedstrijd in de Turkse eerste divisie. De wedstrijd tussen Elazığspor en Adanaspor eindigde in 3–4. Hij gaf in dit duel vier gele kaarten. Vijf jaar later, op 17 juli 2008, floot hij zijn eerste wedstrijd in de UEFA Europa League. Hapoel Ironi Kiryat Shmona en Mogren Budva troffen elkaar in de eerste ronde (1–1). In dit duel deelde de Turkse leidsman vier gele kaarten en één rode uit. Zijn eerste wedstrijd in de UEFA Champions League volgde op 14 juli 2010, toen in de tweede ronde Aqtöbe FK met 2–0 won van Olimpi Roestavi. Yıldırım gaf in dit duel eenmaal een gele kaart aan een speler.

## Interlands
| Datum            | Plaats               | Wedstrijd               | Uitslag | Competitie           | Kreeg geel | Kreeg voor de tweede keer geel en dus rood | Weggestuurd |
| ---------------- | -------------------- | ----------------------- | ------- | -------------------- | ---------- | ------------------------------------------ | ----------- |
| 12 augustus 2009 | Tirana, Albanië      | Albanië – Cyprus        | 6 – 1   | Vriendschappelijk    | 0          | 0                                          | 0           |
| 3 september 2010 | Vaduz, Liechtenstein | Liechtenstein – Spanje  | 0 – 4   | EK 2012 kwalificatie | 1          | 0                                          | 0           |
| 2 september 2011 | Moskou, Rusland      | Rusland – Macedonië     | 1 – 0   | EK 2012 kwalificatie | 7          | 1                                          | 0           |
| 6 februari 2013  | Belek, Turkije       | Hongarije – Wit-Rusland | 1 – 1   | Vriendschappelijk    | 2          | 0                                          | 0           |
| 15 oktober 2013  | Coimbra, Portugal    | Portugal – Luxemburg    | 3 – 0   | WK 2014 kwalificatie | 5          | 0                                          | 1           |
| 4 juni 2014      | Amsterdam, Nederland | Nederland – Wales       | 2 – 0   | Vriendschappelijk    | 0          | 0                                          | 0           |